# Monareczka żabotowa
Monareczka żabotowa, monarka żabotowa (Symposiachrus sacerdotum) – gatunek małego ptaka z rodziny monarek (Monarchidae). Występuje endemicznie w zachodniej części indonezyjskiej wyspy Flores. Jego naturalnym siedliskiem są wilgotne lasy subtropikalne lub tropikalne. Jest zagrożony wyginięciem.

## Taksonomia
Gatunek ten był wcześniej umieszczany w rodzaju Monarcha, dopóki nie został przeniesiony do Symposiachrus w 2009 roku.
Nie wyróżnia się podgatunków.

## Morfologia
Mały szaro-biały ptak śpiewający z czarną maską i podbródkiem oraz jasnym białym podogoniem. Wierzch ciała ciemnoszary, najciemniejszy na skrzydłach i ogonie, spód ciała biały. Brak brzoskwiniowego wzoru na piersi odróżnia go od monareczki okularowej. Obie płcie są do siebie podobne. Długość ciała 15,5 cm.
Śpiew to seria powtarzających się dźwięków, ze wzrostem tonu pod koniec. Wokalizacja obejmuje również cichą, świdrującą melodię przeplataną 3–4 gwizdami wznoszącymi.

## Występowanie
Endemit zachodniej części wyspy Flores wchodzącej w skład Małych Wysp Sundajskich. Występuje pojedynczo lub w parach w podszycie zalesionych wzgórz, gdzie często dołącza do stad mieszanych gatunków. Zasięg występowania to około 1100 km².
Występuje niezwykle lokalnie i w dużej mierze rzadko, z bardzo wstępnymi szacunkami zagęszczenia 2,3 (± 0,8) ptaków na hektar w dogodnym siedlisku, dokonanymi podczas badań terenowych w 1993 roku (BirdLife International 2001). Jednak późniejsze badania (Ora 2002) oszacowały całkowitą populację w trzech kompleksach leśnych (Mbeliling, Sano-Nggoang i Nggorang-Bowosie) na 1855–6659 ptaków, przy zagęszczeniu 8,52–23,98 osobników/km².
Ptak ten zamieszkuje pierwotne półzimozielone lasy deszczowe na wysokości od 350 do 1000 m n.p.m., a także wilgotne liściaste lasy monsunowe. Odnotowano go w starych lasach wtórnych i częściowo zdegradowanych, co wskazuje na pewną tolerancję na degradację, chociaż zdecydowana większość stwierdzeń pochodzi z lasów pierwotnych, które prawdopodobnie utrzymują najwyższe zagęszczenia tego gatunku (Reeve i Rabenak 2016), co sugeruje, że może on nie przystosować się dobrze do zmodyfikowanych siedlisk.

## Pożywienie
Dieta nie jest dobrze znana; najwyraźniej żywi się głównie małymi bezkręgowcami. Pozycje odnotowane jako podawane podlotom obejmowały gąsienice, owady z rzędu sieciarek i prostoskrzydłych.

## Status
W Czerwonej księdze gatunków zagrożonych Międzynarodowej Unii Ochrony Przyrody monareczka żabotowa jest klasyfikowana jako gatunek zagrożony, ponieważ jego bardzo mały zasięg jest poważnie rozdrobniony, a jego siedlisko i populacja nadal spadają w wyniku gwałtownej utraty i degradacji siedlisk.
Wielkość populacji szacuje się na 2500–9999 dojrzałych osobników, na podstawie oceny zarejestrowanych przypadków, opisów liczebności i wielkości zasięgu. Podejrzewa się, że liczebność tego gatunku gwałtownie spada z powodu szybkiego i ciągłego wycinania siedlisk leśnych, szczególnie na nizinach.
Utrata i fragmentacja lasów (głównie w wyniku przesuwania upraw, wypalania w porze suchej i budowy dróg) jest już szeroko obecna na Flores i prawdopodobnie spowodowała znaczny spadek liczebności i zmniejszenie zasięgu. Żaden półzimozielony las poniżej 1000 m n.p.m. nie jest włączony do obszarów chronionych, a duży obszar nizinnego wilgotnego lasu liściastego w Golo Bilas po Bari-Rego jest obecnie wycinany na drewno opałowe i materiały budowlane. Jako gatunek podgórski i górski jest potencjalnie zagrożony przez wpływ prognozowanych zmian klimatycznych na zasięg i rozmieszczenie odpowiadających mu siedlisk.